# 17P/Holmes
17P/Holmes je periodická kometa objevená Edwinem Holmesem 6. listopadu 1892. Kometa patří do Jupiterovy rodiny komet.
Její oběžná doba je 6,883 let, naposledy prošla periheliem 4. května 2007. V současné době se tedy od Země vzdaluje a nachází se již za drahou Marsu. Ačkoliv by tedy její jasnost měla klesat, v průběhu října 2007 její jasnost stoupla ze 17. magnitudy na magnitudu 2,8.